# Das Rad des Schicksals (Tarot)
Das Rad des Schicksals ist eine der auch große Arkana genannten Trumpfkarten des Tarot.

## Darstellung
Es ist ein Rad dargestellt, in dem meist TORA geschrieben steht. Eine Sphinx sitzt auf dem Rad, eine Schlange und ein Schakal sind auf den Seiten des Rades, die Cherubim sind in den vier Ecken der Karte abgebildet.
Bei Haindl ist oben das Gesicht eines Mannes abgebildet und unten das Gesicht einer Frau. Auf dem Rad sieht man eine Hand, die ein Stigma trägt, welches die Nabe des Rades bildet. Bilder, die auf der Karte vorhanden sind: ein alter Mann, eine Schildkröte, Fliegenpilze, eine Schlange, ein Einhorn, ein Auge, Blitze und Wassertropfen.
Beim Visconti-Sforza-Spiel sieht man ein Rad mit vier Figuren, welche jede ein Spruchband besitzt. Auf den Bändern steht (in Latein): Ich herrsche (oben), ich habe geherrscht (rechts), ich habe kein Reich (unten), ich werde herrschen (links).

## Deutung
Die Karte symbolisiert das Eingebundensein in das Wirken des Lebens, ins Schicksalsrad und zeigt uns, dass keine Situation ewig herrscht.

## Entsprechungen
- der Planet Jupiter
- der hebräische Buchstabe כ (Kaph)